# Arthur Schröder (Tennisspieler)
Arthur Schröder (* 29. Mai 1936 in Saaz, Tschechoslowakei) ist ein ehemaliger deutscher Tennisspieler und -trainer.

## Werdegang
Arthur Schröder wurde als Sudetendeutscher geboren. Als Kind flüchtete er ins schwäbische Munzingen. Seine Tenniskarriere begann 1951 in München. Seit 1954 spielte er für den MTTC Iphitos und war auch bei internationalen Turnieren vertreten. Er gewann 1959 mit Gottfried Dallwitz das Herrendoppel beim Internationalen Tennisturnier von Zinnowitz. Die Presse feierte ihn wegen seines virtuosen Spiels in einer Karikatur als „Tennis-Paganini“. Als Mitglied im Verband Deutscher Tennislehrer (VDT, siehe auch Deutsche Tennisgeschichte) war er Deutscher Meister der Tennislehrer im Einzel in den Jahren 1961, 1962, 1964, 1965, 1968 und 1970. Deutscher Meister im Doppel war er in den Jahren 1962, 1963, 1965, 1966 und 1967. In diesen Jahren war er auch bei internationalen Wettkämpfen vertreten:
- 1962  Internationale Meisterschaft in Eastbourne (Endspiel gegen Davis-Nielsen 5 Sätze)
- 1967  Internationale Meisterschaft in Bad Ems (Endspiel gegen Stuck)

Als Trainer beim TC 1898 e. V. Dortmund und Verbandstrainer für den Westfälischen Tennisverband trainierte er in der Zeit von 1962 bis 1968 Nachwuchstalente, wie Jürgen Faßbender und Hans-Jürgen Pohmann. Wieder unter Vertrag beim MTTC Iphitos trainierte er neben einigen prominenten Münchner Privatpersonen wiederum Nachwuchstalente wie Helga Hösl-Thaw, Katja Ebbinghaus und Werner Zirngibl. In den Jahren von 1974 bis 1978 trainierte er für den MSC München u. a. mit Sylvia Hanika.
Auch als Senior beteiligte sich Arthur Schröder vor allem in den 1980er Jahren erfolgreich an Turnieren:
- 1982  Bayerischer Meister in Starnberg (offene Meisterschaft) – Deutscher Mannschaftsmeister, Bayerischer Meister der Tennislehrer
- 1985  Internationale Ungarische Meisterschaft (Grand-Price-Turnier) – Sieger gegen István Gulyás (Weltmeister)
- 1998  Bayerischer Meister Herren 60 in Ingolstadt im Einzel, 2. Platz im Doppel

Er verbringt seinen Lebensabend in Sparneck am Waldstein in Oberfranken.